# Surtees TS7
La  Surtees TS7 è una vettura di Formula 1  che venne utilizzata dalla scuderia inglese Surtees nella stagione 1970 e in quella successiva.

## Descrizione e storia
Progettata da John Surtees e Peter Connew veniva spinta dal classico motore Ford Cosworth DFV, montato su una monoscocca di alluminio. Dotata di cambio Hewland DG300 e pneumatici Firestone. Fu la prima monoposto di Formula 1 costruita da questa scuderia.
Esordì nel Gran Premio di Gran Bretagna 1970 con un diciannovesimo posto in griglia, guidata dallo stesso Surtees. Il miglior risultato fu il quinto posto nel Gran Premio del Canada. Andò a punti anche con Derek Bell nel successivo Gran Premio degli Stati Uniti. Venne impiegata anche saltuariamente nella stagione seguente ma senza risultati di rilievo. Il migliore fu l'ottavo posto di Gijs van Lennep nel Gran Premio d'Olanda, vettura gestita dalla Strichling Autoraces Netherlands.
Tra le gare non titolate vinse la International Gold Cup 1970,  sempre con al volante John Surtees e la prima manche del Gran Premio d'Argentina 1971 con al volante Rolf Stommelen.